# Vjatsjeslav Dzjavanjan

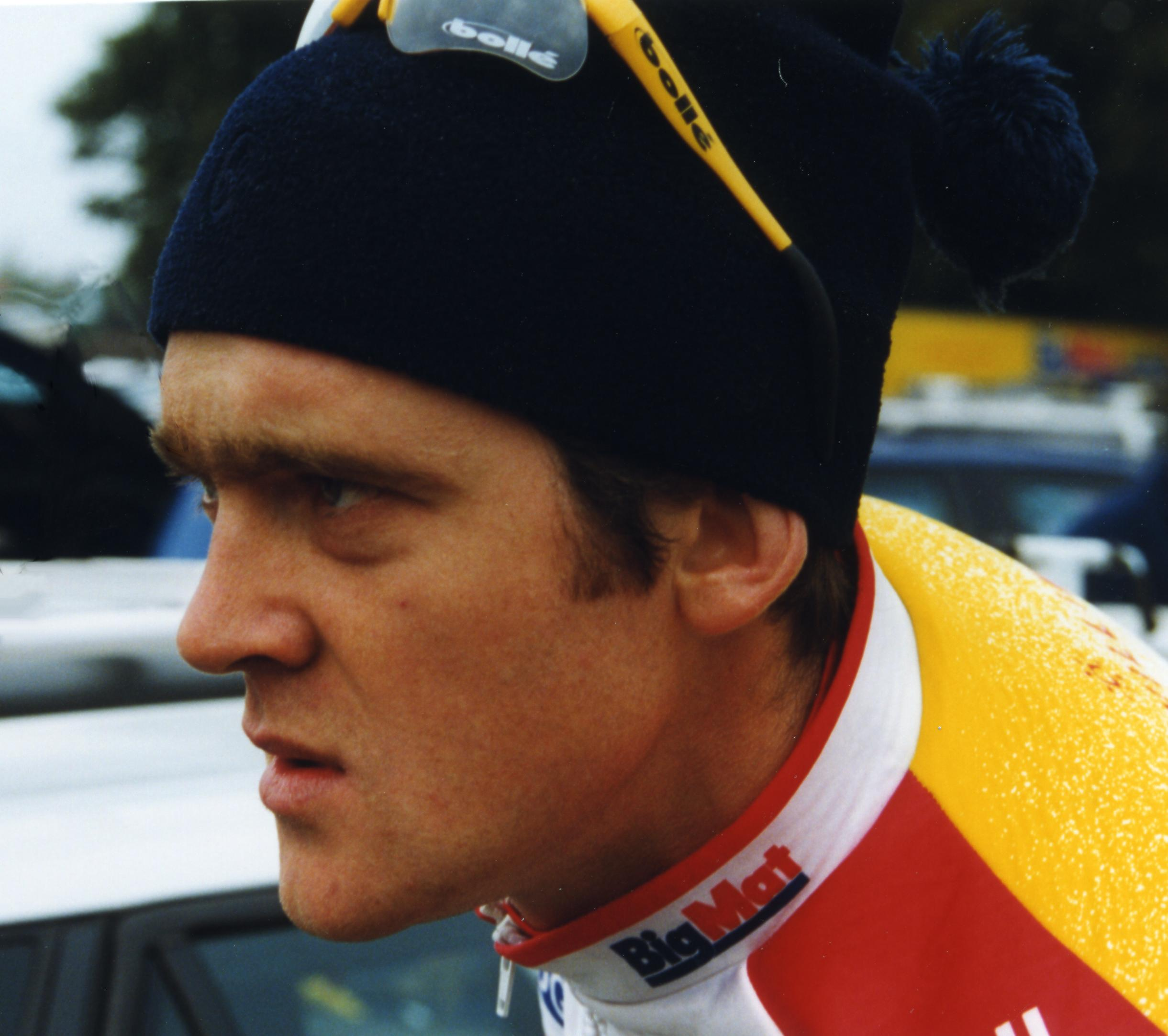
Vjatsjeslav Djavanian.

Vjatsjeslav Joerevitsj Djavanian (Russisch: Вячеслав Юрьевич Джаванян) (Leninakan, 5 april 1969) is een voormallig Russisch wielrenner die actief was tussen 1992 en 1998.

## Wielerloopbaan
In 1989 kwam Djavanian uit voor de Franse amateurploeg Team Bonnat, samen met andere Sovjet-Russen als Pavel Tonkov en Oleg Kozlitin. In 1991 won hij de koppeltijdrit Duo Normand en het jaar daarop kon hij met RUSS-Baikal mee naar de Vuelta, waarin hij het tussensprintklassement won. Hij ging daarna terug naar de amateurs, maar dook in 1994 weer op in het profpeloton en won vervolgens nog de Ronde van Polen en de Regio Tour International.

## Belangrijkste overwinningen
1991
- Duo Normand (met Andrej Teterioek)

1994
- Eindklassement Ronde van Uruguay

1996
- 3e etappe Ronde van Polen
- 4e etappe Ronde van Polen
- Eind- en puntenklassement Ronde van Polen

1997
- 1e etappe Regio Tour International
- 2e etappe Regio Tour International
- Eindklassement Regio Tour International

## Grote rondes
Eindklasseringen in grote rondes, met tussen haakjes het aantal etappeoverwinningen.
| Jaar | Ronde van Italië | Ronde van Frankrijk | Ronde van Spanje |
| ---- | ---------------- | ------------------- | ---------------- |
| 1992 |                  |                     | 114e             |
| 1993 |                  |                     |                  |
| 1994 |                  |                     |                  |
| 1995 |                  |                     |                  |
| 1996 | 69e              |                     |                  |
| 1997 | 80e              | opgave              |                  |
| 1998 |                  | 81e                 |                  |

## Ploegen
- 1992 - RUSS-Baikal (april tot juni)
- 1994 - Rotator Company-Alex
- 1995 - Sputnik-Soi
- 1996 - Roslotto-ZG Mobili
- 1997 - Roslotto-ZG Mobili
- 1998 - BigMat-Auber '93

Wielerploegen van Vjatsjeslav Dzjavanjan
Bonciucov ·
Cattai ·
Chiurato ·
Davidenko ·
Dzjavanjan ·
Ferrigato ·
Fincato ·
Fondriest ·
Hontsjenkov ·
Lino ·
Manzoni · 
Oegroemov · 
Savoldelli ·
Sedoen · 
Sgnaolin · 
Sivakov · 
Soerkov · 
Zen
Cattai ·
Dzjavanjan ·
Ferrigato ·
Fincato ·
Hontsjenkov ·
Kokorine ·
Konysjev ·
Manzoni · 
Neljoebin ·
Oegroemov · 
Padrnos ·
Savoldelli ·
Schmidt ·
Sedoen · 
Sgnaolin · 
Sivakov · 
Strazzer · 
Zen